# Space (The X-Files)
«Space» es el noveno episodio de la primera temporada de la serie de televisión de ciencia ficción estadounidense The X-Files. Se estrenó en la cadena Fox el 12 de noviembre de 1993. Fue escrito por el creador de la serie Chris Carter, dirigido por William Graham, y contó con apariciones especiales de Ed Lauter y Susanna Thompson. El episodio es una historia del «monstruo de la semana», desconectada de la mitología más amplia de la serie. «Space» obtuvo una calificación Nielsen de 6,5, fue visto por 6,1 millones de hogares en su transmisión inicial y recibió opiniones negativas de los críticos.
El programa se centra en los agentes especiales del FBI Fox Mulder (David Duchovny) y Dana Scully (Gillian Anderson) que trabajan en casos vinculados a lo paranormal, llamado expedientes X. Al investigar un posible sabotaje en el programa de transbordadores de la NASA, Mulder y Scully descubren que un astronauta que había sido el héroe de la infancia de Mulder puede estar poseído por un espíritu extraterrestre.
El creador de la serie, Chris Carter, se inspiró para escribir «Space» después de leer sobre la noticia de la «cara de Marte», un caso de pareidolia en el que se tomó un montículo en la región de Cidonia de Marte para que pareciera un rostro humano. El episodio fue concebido como un episodio de bajo presupuesto, debido a que varios episodios anteriores habían excedido sus presupuestos. Aunque el episodio hizo uso de una cantidad significativa de material de archivo de bajo costo de la NASA, la construcción del conjunto del centro de comando estuvo sujeta a sobrecostos, lo que terminó llevando al episodio a convertirse en el más caro de la primera temporada.

## Argumento
En 1977, después del descubrimiento de un rostro en un paisaje de Marte, el teniente coronel Marcus Aurelius Belt (Ed Lauter), un astronauta, está plagado de recuerdos de un encuentro con un rostro sin cuerpo durante una caminata espacial. Dieciséis años después, Fox Mulder (David Duchovny) y Dana Scully (Gillian Anderson) son contactados por Michelle Generoo (Susanna Thompson), comandante de comunicaciones del control de Misión de la NASA en Houston. Generoo cree que alguien dentro de la NASA está saboteando los intentos de lanzamiento. Un reciente despegue del transbordador espacial fue abortado segundos antes del comienzo, y Generoo teme que el próximo lanzamiento se vea comprometido de manera similar. Ella también tiene un interés personal, ya que su prometido estará a bordo de la próxima misión.
Mulder y Scully viajan a la NASA y conocen a Belt, un héroe de la infancia de Mulder. Belt, quien ahora administra el programa de transbordadores, descarta las preocupaciones de los agentes y afirma que nada puede salir mal con la misión. Permite a los agentes ver el lanzamiento exitoso desde control de misión. Sin embargo, cuando los agentes se van, Generoo les informa que se perdió el contacto con el transbordador en órbita. Mientras conduce de regreso a control de misión, ve que la cara se acerca a ella a través del parabrisas, lo que la hace chocar su auto. Los agentes logran sacarla de su auto volcado y, a pesar de estar lesionada, logra regresar a la base.
El transbordador se movió a la luz solar directa y control de misión no puede girarlo a una posición segura, lo que pone en peligro la vida de los astronautas. Generoo cree que el enlace ascendente está siendo saboteado. Belt ordena que se corte el enlace ascendente, lo que permite a los astronautas rotar la nave manualmente. A pesar de las objeciones de Generoo y los agentes, ordena que la misión prosiga y miente a la prensa sobre su progreso. Belt le dice a Mulder que el programa del transbordador puede cancelarse si la misión no se completa con éxito.
Belt regresa a casa y tiene otro recuerdo. Mientras yace en la cama en agonía, una presencia astral abandona su cuerpo y vuela por la ventana, dirigiéndose hacia el cielo. Los astronautas luego informan haber escuchado un golpe fuera del transbordador y comienzan a experimentar una fuga de oxígeno. Belt arregla la situación, pero ordena que la misión continúe. La carga útil es desplegada con éxito, pero un miembro de la tripulación informa haber visto una entidad fantasmal fuera de la nave. Mientras tanto, los agentes examinan los registros de la NASA y encuentran evidencia de que Belt jugó un papel en otras misiones fallidas, incluido el desastre del Challenger.
Belt se comporta de manera irracional y colapsa gritando cuando escucha la mención de la entidad por parte de los astronautas. Los paramédicos son llamados para que lo atiendan y lo encuentran acurrucado debajo de su escritorio, gimiendo y pidiendo ayuda. Antes de que se lleven a Belt, les dice a los agentes que el transbordador no sobrevivirá a la reentrada debido al sabotaje de «la cara», que ha poseído su cuerpo desde su viaje espacial. A instancias suyas, alertan al transbordador para que cambie su trayectoria y puedan aterrizar con éxito.
En el hospital, Belt continúa luchando con la presencia, diciéndole a Mulder que él no era responsable pero que tampoco podía detenerlo, ya que «vino a mí, vive en mí». Finalmente, en una última lucha con la entidad que la volvió a poseer, salta desde la ventana hacia su muerte, experimentando un largo recuerdo a su última misión espacial mientras cae. Antes de su funeral, Mulder teoriza que, si bien Belt se vio obligado a sabotear los lanzamientos por la entidad que lo poseía, también fue él quien envió a Generoo la evidencia de lo que estaba sucediendo. Alaba el sacrificio final de Belt, afirmando que al final dio su vida por la misión, como corresponde a un verdadero astronauta.

## Producción
«Space» se concibió como un episodio de bajo presupuesto, debido a que varios episodios anteriores habían excedido sus presupuestos. El creador de la serie, Chris Carter, se inspiró para escribir el episodio después de leer sobre la noticia del «rostro en Marte», un caso de pareidolia en el que se tomó un montículo en la región de Cidonia de Marte para que pareciera un rostro humano. Aunque el episodio utilizó una cantidad significativa de material de archivo de bajo costo de la NASA, la construcción del conjunto del centro de comando estuvo sujeta a sobrecostos, lo que finalmente llevó al episodio a convertirse en el más caro de la primera temporada. Carter culpa de esto a la inviabilidad de mostrar a los astronautas en el transbordador accidentado, lo que requiere una exposición adicional para explicar su situación, algo que descubrió que no podía manejar «con un presupuesto de televisión de ocho días». Carter también afirma que el episodio sufrió por ser filmado poco después de que se transmitiera el episodio piloto, con el equipo abrumado por la entrada, señalando que «todo estaba sucediendo a la vez».
Varias escenas del episodio fueron filmadas en un centro de operaciones de Canadian Airlines en Richmond, Columbia Británica. La aerolínea dio permiso al equipo para usar sus simuladores de vuelo, lo que provocó que la producción se retrasara mientras todos tenían un turno simulando vuelos sobre Canadá. El problemático conjunto del centro de mando fue construido y filmado en un anfiteatro en Vancouver, cuyas superficies inclinadas ayudaron a sugerir terminales de computadora sin necesidad de mucha construcción, aunque se agregaron falsos monitores de computadora para las tomas cuando estuvieran a la vista.
La estrella invitada Ed Lauter había trabajado anteriormente con el director del episodio, William A. Graham, en la película Guyana Tragedy: The Story of Jim Jones. Sobre su papel en el episodio, Lauter declaró «Realmente no tengo mucho que decir sobre eso, excepto que pensé que hice un buen trabajo y que fue agradable trabajar allí en Vancouver con David Duchovny y Gillian Anderson».

## Recepción
«Space» se estrenó en la cadena Fox el 12 de noviembre de 1993. El episodio obtuvo una calificación  Nielsen de 6,5 con una participación de 11, lo que significa que aproximadamente el 6,5 por ciento de todos los hogares equipados con televisión, y el 11 por ciento de los hogares que ven televisión, sintonizaron el episodio. Un total de 6,1 millones de hogares vieron este episodio durante su emisión original.
El episodio, según se informa, el menos favorito de Carter, fue muy mal recibido. Frank Lovece, en su libro The X-Files Declassified, lo llamó «quizás el episodio más aburrido y con menos suspenso de la serie», citando las «motivaciones muy poco claras» del antagonista espectral. Keith Phipps, escribiendo para The A.V. Club, dio al episodio una reseña negativa, calificándolo con una D +. Sintió que los efectos especiales del episodio «decididamente no daban miedo», y que la premisa del episodio era confusa y «un poco de mal gusto» en su tratamiento del desastre del Challenger. En una retrospectiva de la primera temporada en Entertainment Weekly, el episodio fue igualmente ridiculizado, fue calificado con una D- y descrito como «una hora muerta». Matt Haigh, escribiendo para Den of Geek, dio una reseña negativa, sintiendo que «no era mucho para destacar», y que el antagonista del episodio era «claramente poco impresionante, sin ningún sentido real de amenaza o intriga».